# Macbeth (Gargoyles)
(La formula dell'immortalità delle Strane Sorelle)
Macbeth è un personaggio della serie televisiva a cartoni animati Gargoyles - Il risveglio degli eroi realizzata dalla Disney e andata in onda dal 1994 al 1997. In italiano è doppiato da Dario Penne.
Come il nome lascia intuire, il personaggio è ispirato al protagonista dell'omonima tragedia di William Shakespeare.

## Caratteristiche del personaggio
Macbeth è l'umano immortale magicamente legato a Dèmona per l'eternità; fu re di Scozia dal 1040 al 1057.
Macbeth è uno dei personaggi di maggior valore etico della serie; da sempre si presenta come un cattivo anomalo; contraddistinto da un forte senso dell'onore e della giustizia (non aggredisce i gargoyles mentre sono di pietra in quanto lo considera un gesto di viltà), se deve affrontare una battaglia Macbeth si assicura prima che il suo avversario lo possa combattere ad armi pari e si aspetta che chiunque altri faccia lo stesso (impedisce a Dèmona, che si trova in forma umana, di usare un bazooka contro Elisa e la costringe ad affrontarla in un corpo a corpo); è conscio della vera natura guardiana dei gargoyle e disprezza le persone che li considerano dei mostri.
In realtà Macbeth non è affatto malvagio, ma è pur sempre un mercenario che su pagamento agisce per conto di chiunque e, dunque a seconda dell'obbiettivo che deve raggiungere e di chi lo paga per raggiungerlo si adatta alle circostanze.
Solitamente lavora da solo, ma in un paio di occasioni si è visto affiancato da altri due mercenari di nome Banquo e Fleance.
Macbeth non ha forti legami con nessun gargoyle, a eccezione di Golia, con cui divide un muto e reciproco rispetto e Broadway, in cui susciterà la passione per la lettura.
Odia Dèmona, in quanto responsabile del suo lungo esilio forzato e della caduta del suo regno, ed è deciso a toglierle la vita egli stesso, sebbene ciò significhi andare incontro anche alla propria morte.
Macbeth si presenta con un uomo anziano ma ancora in una perfetta forma fisica, ha i capelli corti ed una folta barba bianca, i lineamenti marcati ed un viso sormontato da rughe, che ne marca l'espressione severa e i taglienti occhi verdi come smeraldi.
Veste sempre con una divisa rinforzata in kevlar, che lo protegge dai colpi avversari e gli consente una maggiore resistenza a cadute, proiettili ed elettricità e che contiene tutte le sue armi più fidate; sopra tale indumento, inoltre, porta un lungo cappotto nero.
Occasionalmente ha indossato la maschera del Cacciatore di Gargoyles. Anche se non è stato detto esplicitamente è possibile che Macbeth, abbia dei discendenti nei tempi moderni.

## Biografia del personaggio

### Infanzia
Macbeth nasce in Scozia, nel 1005, dal re Findlaech e da sua moglie Doada; sappiamo che la madre morì quando Macbeth aveva meno di cinque anni e che il padre lo addestrò fin da bambino all'arte della spada.
Macbeth si dimostra subito molto più controllato ed imparziale di suo cugino Duncan, legittimo erede al trono. E questo provoca l'invidia del parente.
Nel 1020, un quindicenne Macbeth conosce la giovane e bella Gruoch, coetanea figlia di Lord Boite (vecchio amico del padre) e suo primo amore; La sera stessa del loro incontro però, al castello Moray sopraggiunge Gillemcongaim, nei panni del cacciatore (il quale è stato assoldato da Duncan per uccidere Findlaech); nello scontro che segue, Macbeth si difende coraggiosamente ma suo padre viene ucciso in duello, prima che lui possa fare la stessa fine una gargoyle dai capelli rossi lo soccorre affrontando in cacciatore (essa aveva ricevuto una soffiata sulla posizione del suo nemico di vecchia data dalle Strane Sorelle); sfortunatamente il giovane cade dalle mura del castello e Gruoch da sola non riesce a tirarlo su, quindi la Gargoyle interrompe la sua battaglia per soccorrerlo lasciando così fuggire il Cacciatore; in seguito la creatura fugge lasciando soli Gruoche e Macbeth, che si abbracciano felici di essere sopravvissuti.
Negli anni i due fanciulli svilupperanno i loro sentimenti.

### Attraverso il millennio
Nel 1032, un Macbeth, ormai adulto progetta di proporre a Gruoch di sposarlo, ma si trova con le spalle al muro quando la ragazza viene promessa a Lord Gillemcongaim, (nominato tale da Duncan, ora re di Scozia grazie al suo aiuto).
Per il bene della fanciulla, Macbeth non farà obiezioni al matrimonio; in seguito però, Duncan (per liberarsi di Gillemcomgaim, il quale sta diventando un elemento scomodo) rivela a Macbeth la vera identità del Lord: il Cacciatore che uccise suo padre.
Macbeth si reca dall'uomo e lo affronta in duello; quando questi però si fa scudo minacciando di morte Gruoch, in soccorso dei Macbeth arriva nuovamente la misteriosa Gargoyle (lì, sempre per lo stesso motivo); i due combattono assieme contro il Cacciatore uccidendolo e stavolta è Macbeth a salvare la vita della creatura, la quale se ne va dopo averlo ringraziato dicendo che "ora sono pari".
In seguito alla morte del Cacciatore, Macbeth diviene signore di Moray e sposa l'amata Gruoch. La quale gli darà un figlio: Lulach.
Nel 1040, Macbeth, ora trentacinquenne, si trova a fare i conti con Duncan, il quale lo vede come una minaccia al trono e decide di fargli guerra.
Mentre le truppe del cugino si muovono verso la sua fortezza, egli si reca nelle lande alla ricerca della Gargoyle con cui ha precedentemente sconfitto il cacciatore e la incontra; la creatura però è cocciuta e non vuole fidarsi delle sue promesse di protezione verso la sua specie in cambio del suo aiuto in battaglia; qui intervengono le Strane Sorelle, che per far sì che i due stabiliscano un'alleanza propongono loro di legare insieme le loro vite; l'uomo e la Gargoyle accettano, e così, mentre il primo acquisisce l'immortalità la seconda giura fedeltà a lui e al suo clan.
Nonostante non ne siano consapevoli questo faceva parte di un disegno predefinito dalle Strane Sorelle e dall'Arcimago.
Grazie all'aiuto della Gargoyle e del suo clan di ultimi della specie, Macbeth sconfigge in battaglia il cugino Duncan e diviene re di Scozia; in seguito nominerà suo consigliere la gargoyle, cui dà nome Dèmona, causa la sua spietatezza in battaglia.
I due esilieranno a Londra il figlio di Duncan; Canmore, il quale prima di andarsene raccoglierà la maschera del cacciatore.
Il regno di Macbeth prosegue nella pace e nell'abbondanza per diciassette anni.
Nel 1057 però, Canmore tornerà, a capo dell'esercito inglese, i consiglieri di Macbeth gli suggeriranno di consegnare loro i gargoyles per far terminare le ostilità; idea che l'uomo prenderà brevemente in considerazione.
Dèmona, venuta al corrente di ciò farà sì che i suoi gargoyles disertino condannando il regno di Macbeth.
L'uomo fugge con la sua sposa, ma viene raggiunto da Canmore e da Dèmona, il nuovo Cacciatore uccide Macbeth colpendolo alle spalle e ciò provoca anche la morte di Dèmona. In seguito a ciò Canmore fugge per tornare dalle sue truppe e sul posto sopraggiungono Boite e Lulach; l'uomo, visto il cadavere di Macbeth decide di nominare Lulach nuovo re di Scozia, in seguito i due lasciano da soli Macbeth e Gruoch, e davanti agli occhi della donna i due (Dèmona e Macbeth) resuscitano, la gargoyle scappa, e l'uomo riabbraccia sua moglie deciso a vendicarsi di Canmore, sfortunatamente la donna lo persuade che se si rifacesse vedere sarebbe accusato di stregoneria e, dunque l'unica possibilità per l'uomo è fuggire dalla sua casa e mai più farvi ritorno; angosciato Macbeth dà il triste ma inevitabile addio all'amata e, in seguito fugge dal suo paese.
Per i secoli a seguire Macbeth fuggirà da un paese all'altro cambiando nome di continuo; la sua unica ragione di vita sarà cercare Dèmona per vendicarsi di lei ed ucciderla, mettendo così fine anche alla sua indesiderata lunga vita.
Nel 1606, conosce William Shakespeare e gli racconta la sua storia, dandogli così lo spunto per la famosa tragedia Macbeth.
Secondo quanto detto dall'autore Greg Weisman, Macbeth mise piede in America prima ancora che venisse così nominata.
Nel natale del 1950; visiterà l'abbazia di Westminster assieme ad un gruppo di studenti scozzesi per vedere La Pietra del Destino.
In seguito diventerà un cacciatore di taglie e mercenario.
Comprerà o si farà costruire poi, più ville sparse per il mondo, di cui nella serie vediamo quella di New York e quella di Parigi.

### Nella serie
Nel 1994, verrà assunto da David Xanatos per liberare il suo neo-acquistato castello dai gargoyles; saputo che il clan era lo stesso di cui era originaria Dèmona; spererà di avere da loro informazioni per rintracciarla; sfortunatamente scoprirà che la creatura è ora un nemico del clan e nello scontro che ne segue con Golia la sua villa a New York brucerà in un incendio.
In seguito cercherà di rubare i rotoli di Merlino, scoprendo però che sono soltanto la sua biografia e che non contengono incantesimi; da questa avventura farà capire l'importanza dei libri a Broadway.
Infine rincontrerà Dèmona e si scontrerà finalmente con lei; nella battaglia interverranno però le Strane Sorelle; le quali addormenteranno entrambi e li porteranno via con un teletrasporto.
In seguito sotto controllo mentale delle tre streghe, collaborerà con Dèmona e riuscirà a sottrarre ai Gargoyles il Grimorun Arcanorum, l'Occhio di Odino e il Portale della Fenice.
Sempre sotto controllo mentale combatterà contro Golia e gli altri su Avalon.
Lo ritroviamo poi a Parigi, dove Dèmona, con l'alias di Dominique Destine, lo ha raggirato e convinto a sposarla, in combutta con Ailog, il quale progetta in realtà di far sì che i due si uccidano a vicenda per poter entrare in possesso delle loro fortune. Fortunatamente per lui i piani del clone vengono ostacolati da Elisa, Golia, Bronx e Angela, che metteranno in fuga i due.
In seguito annullerà il matrimonio con Dominique e tornerà a New York con l'intenzione di prendere la spada magica Excalibur ma verrà fermato dal clan di Manhattan.
Nell'ultimo episodio canonico della serie, Macbeth comparirà come ospite ad un telegiornale sul tema della persecuzione sui gargoyle difendendoli strenuamente.

### I fumetti della SLG
Poco tempo dopo gli eventi dell'ultimo episodio canonico della serie "Amico o nemici", Macbeth si reca al castello di Xanatos per chiedere aiuto al clan di Manhattan per portare la Pietra del Destino in Scozia, che ora si trova a Londra sotto la custodia dei gargoyle londinesi e di Re Artù. Il clan di Manhattan accetta di aiutare Macbeth e con lui vanno Hudson e Lexington a Londra.
Nel frattempo però anche Xanatos è intenzionato ad appropriarsi della pietra. Gli Illuminati gli hanno affidato la missione di recuperarla e portarla a Washington, ma Xanatos vuole prendersi l'originale e dare un falso alla sua organizzazione. Dopo aver preparato nuovi robot-gargoyle, un nuovo prototipo di Coyote e chiamato Freddoacciaio per fargli da assistenza, parte anche lui a Londra con anche sua moglie suo figlio.
Qualche notte dopo Re Artù, Macbeth e i gargoyle si preparano per portare la pietra in Scozia. Ma vengono attaccati dai robot di Xanatos a Westminster Abbey e scoppia lo scontro. Nel frattempo Xanatos riesce a prendere la pietra. Il combattimento dura tutta la notte fino al sorgere del sole, ma grazie all'intervento di Pietrafredda e Fuocofreddo i robot di Xanatos vengono tutti distrutti e Freddoacciaio è costretto alla ritirata.
Xanatos non potrà tenere per sé la pietra poiché lo Spirito del Destino, che vive nella pietra glielo proibirà. Il ricco miliardario allora, a malincuore, sarà costretto a consegnare la pietra alla sua organizzazione.
Dopo Re Artù il clan di Londra si congedano con il quattro membri del clan di Manhattan che ritornano a New York accompagnati da Macbeth.

## Poteri e abilità
Macbeth, a causa del patto con Dèmona ha ceduto la sua giovinezza alla gargoyle, e dunque si presenta come un uomo anziano; tuttavia la sua apparenza non ha nulla a che fare col le sue effettive abilità; difatti il corpo di Macbeth non è deteriorato dalla vecchiaia, ed ha ancora un fisico prestante ed atletico; è un lottatore di prim'ordine, capace di destreggiarsi in più discipline ed affrontare innumerevoli avversari; sa maneggiare la spada e qualunque arma da fuoco o laser gli capiti tra le mani ed è in grado di pilotare qualsiasi mezzo.
È un genio della scienza e della meccanica, essendo l'inventore della sua suite da battaglia e di tutte le armi e gli strumenti da lui usati nelle sue imprese.
È inoltre in grado di usare la Magia, seppur ne abbia conoscenze limitate. Spesso lo si vede usare incantesimi molto potenti.
Grazie al patto stipulato con Dèmona usando la magia delle Strane Sorelle, Macbeth è virtualmente immortale; le tre streghe spiegano che "se uno dei due muore anche l'altro muore...ma se uno dei due vive anche l'altro vive" quindi i due non possono essere uccisi da un estraneo ma soltanto vicendevolmente, poiché se a ucciderli è un'altra persona essi ritornerebbero in vita in quanto al momento della morte dell'uno l'altro era vivo; invece se si uccidono a vicenda sono definitivamente morti.
Il loro legame impone che il dolore sia condiviso, ma solo se si trovano molto vicini tra loro: ad esempio se si trovano nella stessa stanza e Dèmona viene colpita o ferita, Macbeth sente il suo stesso dolore, nello stesso punto e con la medesima intensità e viceversa se a essere colpito o ferito è lui.
Macbeth è anche un ottimo stratega ed un esperto di trappole.